# Dynamine theseus
Dynamine theseus är en fjärilsart som beskrevs av Felder 1861. Dynamine theseus ingår i släktet Dynamine och familjen praktfjärilar. Inga underarter finns listade i Catalogue of Life.